# Západní válčiště Čínské lidové osvobozenecké armády
Západní válčiště Čínské lidové osvobozenecké armády (čínsky v českém přepisu čung-kuo žen-min ťie-fang-ťün si-pu čan-čchü, pchin-jinem zhōngguó rénmín jiěfàngjūn xībù zhànqū, znaky zjednodušené 中国人民解放军西部战区) je jedno z pěti válčišť Čínské lidové osvobozenecké armády. Bylo zformováno 1. února 2016, a jeho předchůdcem byly části Vojenského okruhu Čcheng-tu a Vojenského okruhu Lan-čou. Velitelství Západního válčiště je v Čcheng-tu v provincii S’-čchuan.
Velitelství Západního válčiště jsou podřízeny vojenské síly v sedmi administrativních celcích provinční úrovně v severozápadní a jihozápadní Číně (provincie S’-čchuan, Kan-su, Čching-chaj, přímo spravované město Čchung-čching, a autonomní oblasti Tibet, Sin-ťiang a Ning-sia), přičemž rozlohou se jedná o největší z válčišť ČLOA. Západní válčiště zodpovídá za operace na čínské středoasijské hranici a v potenciálním konfliktu s Indií. Vnitřně se také zaměřuje na autonomní oblasti Tibet a Sin-ťiang, které KS Číny považuje za rizikové z hlediska „separatismu a terorismu.“
V současnosti je velitelem západního válčiště generálplukovník Wang Chaj-ťiang, politickým komisařem je generálplukovník Li Feng-piao.

## Organizační struktura

### Funkční oddělení
- štábní oddělení
- oddělení politické práce
- komise pro kontrolu disciplíny

### Složky
- pozemní síly Západního válčiště
  - 76. armádní sbor
  - 77. armádní sbor
- letectvo Západního válčiště

## Velení
| Velitelé 1. genplk. Čao Cung-čchi (赵宗岐) (leden 2016 – prosinec 2020) 2. genplk. Čang Sü-tung (张旭东) (prosinec 2020 – červen 2021) 3. genplk. Sü Čchi-ling (徐起零) (červen 2021 – srpen 2021) 4. genplk. Wang Chaj-ťiang (汪海江) (srpen 2021 – ve funkci) | Političtí komisaři 1. genplk. Ču Fu-si (朱福熙) (leden 2016 – leden 2017) 2. genplk. Wu Še-čou (吴社洲 ) (leden 2017 – červen 2021) 3. genplk. Li Feng-piao (李凤彪) (červen 2021 – ve funkci) |